# Actinodaphne fuliginosa
Actinodaphne fuliginosa är en lagerväxtart som beskrevs av Airy-shaw. Actinodaphne fuliginosa ingår i släktet Actinodaphne och familjen lagerväxter. Inga underarter finns listade i Catalogue of Life.